# François Vachot
Pour les articles homonymes, voir Vachot.
François Vachot, né le 24 décembre 1767 à Tulle (Tulle), mort le 5 octobre 1796 à Paris, est un général de brigade de la Révolution française.

## États de service
Il entre en service le 15 janvier 1785, comme soldat au régiment de Vintimille, et il est congédié le 2 mai 1790.
En 1791, il devient garde national dans le bataillon Saint-Séverin à Paris, et le 1er juin 1793, il est nommé sous-lieutenant au 19e régiment de chasseurs à cheval. Le 20 juillet 1793, il est affecté au 13e régiment de chasseurs à cheval avec le grade de lieutenant, et le 9 août suivant, il devient aide de camp du général Sepher à l’armée des côtes de Cherbourg.
Le 9 octobre 1793, il est nommé adjudant-général chef de bataillon provisoire par les représentants en mission Garnier de Saintes et Le Carpentier, nomination approuvée le 21 novembre suivant. Il se signale lors de la défense de Granville contre les chouans le 14 novembre 1793, et il est élevé au grade d’adjudant-général chef de brigade le 1er décembre 1793. Il est blessé d’une balle à la cuisse le 12 décembre suivant dans une escarmouche au Mans.
Il est promu général de brigade le 8 février 1794. Le 13 mai il commande les troupes dirigées contre les Chouans ; il écrit le 3 juin 1794, au Comité de salut public de Segré : « J'ai exterminé et presque entièrement détruit les Chouans qui ravageaient les districts de Broons, Saint-Méen, Montfort, Châteaubourg, Vitré, La Guerche, etc. Je m'occupe actuellement des districts de Laval, Craon, Segré, Châteaubriant et vais marcher sur Domfront. Jusqu'à présent, toutes mes opérations ont réussi ». Le 10 juin 1794 il se trouve au Combat du bois de la Renardière. Le 19 août 1794, il est relevé de son commandement, et le 15 septembre suivant il est envoyé à l’armée d’Italie. En novembre 1794, il commande la place de Nice, et le 18 mai 1795, il obtient un congé pour cause de maladie. 
Le 13 juin 1795, il n’est pas inclus dans la réorganisation des états-majors, et il prend part à la répression des royalistes le 5 octobre 1795. Il est rappelé au service actif le 17 octobre suivant, à l’armée de l’Intérieur. Accusé d’être pro-babouviste, il est arrêté le 20 mai 1796, puis il est accusé d’idées jacobines, avant d’être mis en congé de réforme le 22 septembre 1796.
Il meurt le 5 octobre 1796, à Paris.

## Sources
- (en) « Generals Who Served in the French Army during the Period 1789 - 1814: Eberle to Exelmans »
- Étienne Charavay, Correspondance générale de Carnot, tome 4, imprimerie Nationale, 1907, p. 148.
- (pl) « Napoléon.org.pl »
- Guerres des Vendéens et des Chouans contre la République Française, Tome 3, imprimerie de Fain, Paris, 1825.